# Enravota
Enravota (em búlgaro:  Свети Енравота), também chamado de Voin (Воин - "guerreiro") ou Boyan (Боян) era o filho mais velho de Omurtague da Bulgária. Ele foi o primeiro mártir cristão da Bulgária e também o primeiro santo entre os búlgaros.

## História
Nascido no início do século IX, Enravota era o irmão mais velho de Malamir, que sucedeu ao pai, Omurtague, no trono búlgaro em 831. Enravota provavelmente perdeu o trono por favorecer o cristianismo, que segundo o temor dos boiardos, enfraqueceria a corte búlgara. Não muito depois da morte de Omurtague, Enravota pediu ao irmão que soltasse um piedoso prisioneiro bizantino que havia sido preso pelo pai e cujos sermões haviam sido responsáveis por sua conversão e batismo.
Quando soube da conversão do irmão, Malamir tentou fazê-lo renunciar à sua nova fé, sem sucesso. Frustrado, Malamir mandou matar o irmão em 833. O cronista do século XI, Teofilacto da Bulgária, alegou ter feito um discurso profético antes de sua morte:
| “ | Esta fé, que agora eu morreria por ela, se espalhará e crescerá por todo o território búlgaro, mesmo que queira oprimi-la me matando. Seja como for, o Sinal de Cristo irá se estabelecer e as igrejas de Deus irão ser construídas em toda parte e os padres mais puros irão servir ao Deus puro e oferecerão o "sacrifício da oração e da confissão" à revigorante Trindade. Ídolos e sacerdotes também, e seus ímpios templos, desmoronarão e virarão nada, como se jamais tivessem existido. Além disso, apenas você [Malamir], depois de muitos anos, irá jogar fora sua ímpia alma sem receber nada como recompensa por sua crueldade. | ” |